# 多毛假水苏
多毛假水苏（学名：Stachyopsis marrubioides）为唇形科假水苏属下的一个种。

## 扩展阅读
- 維基物種上的相關：多毛假水苏